# مكتب الاتصال الحكومي (قطر)
```

```

مكتب الاتصال الحكومي (بالإنجليزية: Government Communication Office - GCO) هيئة حكومية تابعة لمكتب رئيس وزراء دولة قطر والتي تهتم بتنسيق الاتصالات عبر الوكالات الممولة من الحكومة والقطاع العام. أُسس المكتب بموجب القرار الأميري رقم 27 لعام 2015م. يتراس المكتب جاسم بن منصور بن جبر آل ثاني منذ 2021م. وقد شغل المنصب قبله سيف بن أحمد آل ثاني.

## اختصاصات
العمل الأساسي لكمتب الاتصال الحكومي هو تنسيق الاتصالات عبر الوكالات الممولة من قبل الحكومة والقطاع العام. كما يقوم بإبلاغ أولويات حكومة دولة قطر، ويعمل مع الوزارات والمؤسسات الرئيسية الأخرى لسرد قصة قطر ويدعم الهيئات الحكومية في الرد على استفسارات وسائل الإعلام في الوقت المناسب.

### أهداف
1. تمثييل المصدر الأول للمعلومات عن حكومة دولة قطر
2. تقديم الصورة الصحيحة لدولة قطر ومساهماتها في أنحاء العالم
3. إبراز سياسة الحكومة، ورؤيتها وبرامجها.
4. تقديم دعم اتصالي للحكومة وجهاتها.[1]